# Poliopastea jalapensis
Poliopastea jalapensis är en fjärilsart som beskrevs av William Schaus 1889. Poliopastea jalapensis ingår i släktet Poliopastea och familjen björnspinnare. Inga underarter finns listade i Catalogue of Life.